# Diduga metaleuca
Diduga metaleuca là một loài bướm đêm thuộc phân họ Arctiinae, họ Erebidae.